# Circus (entreprise)
Circus (サーカス, Sākasu) est un studio japonais spécialisé dans les visual novels connu pour la création de jeux bishōjo destinés aux adultes. Il existe d'autres divisions de Circus, notamment Circus Northern, Circus Fetish, Circus Metal et Sanctuary. Circus a également été impliqué dans des projets de collaboration, créant des titres tels que True Tears, une collaboration avec Broccoli, GameCrab et l'illustratrice Rei Izumi publiée sous la marque La'cryma, et Sora o Tobu, Mittsu no Hōhō., une collaboration avec Broccoli visant un public d'adultes commercialisée sous le même nom de marque.

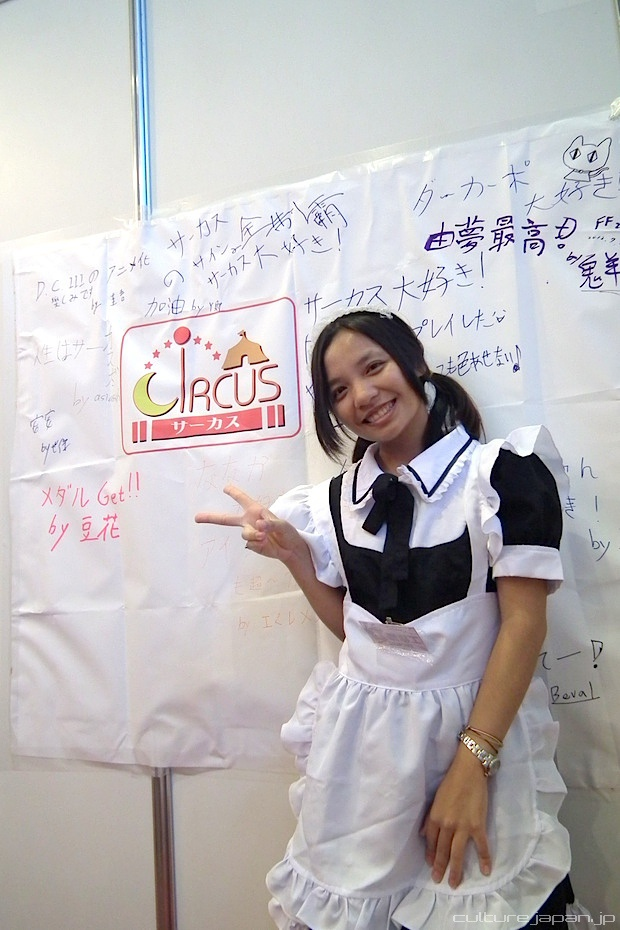
Stand de Circus à la convention Fancy Frontier 20, à Taipei.

Le 22 novembre 2009, le siège subit un incident mais sera plus tard éteint[réf. nécessaire].

## Marques
- Circus Fetish
- Circus Northern
- FragiLe
- STELLA
- Sanctuary

## Anciennes marques
- Joker
- Maid Club (fermée en 2007)
- k-ten
- Circus Metal

## Jeux produits
| #  | Titre | Division  | Date de sortie initiale |
| -- | --- | --------- | ----------------------- |
| 01 | Aries | Circus    | 28 avril 2000           |
| 02 | Yaminabe Aries: Asu e no Chōsenjō | Circus    | 29 septembre 2000       |
| 03 | Infantaria | Northern  | 26 janvier 2001         |
| 04 | Suika | Northern  | 27 juillet 2001         |
| 05 | Archimedes no Wasuremono | Northern  | 14 décembre 2001        |
| 06 | Da Capo | Northern  | 28 juin 2002            |
| 07 | Utau Ehon 1 2 3 Hai!! | Circus    | 8 novembre 2002         |
| 08 | Da Capo: White Season | Northern  | 13 décembre 2002        |
| 09 | Sukumizu: Fetch ni Narumon! | Fetish    | 25 juillet 2003         |
| 10 | Suika: Ō 157 Shō | Circus    | 25 juillet 2003         |
| 11 | Tsui no Yakata: Koibumi | Fetish    | 27 février 2004         |
| 12 | Tsui no Yakata: Futatsu Boshi | Fetish    | 26 mars 2004            |
| 13 | Gaddeemu & Judeemu | Circus    | 1 avril 2004            |
| 14 | Aries PureDream | Circus    | 1 avril 2004            |
| 15 | Aries LoveDream | Circus    | 2 avril 2004            |
| 16 | Tsui no Yakata: Tsumi to Batsu | Fetish    | 30 avril 2004           |
| 17 | Da Capo: Plus Communication | Northern  | 28 mai 2004             |
| 18 | Tsui no Yakata: Orihime | Fetish    | 28 mai 2004             |
| 19 | Tsui no Yakata: Ningyō | Fetish    | 25 juin 2004            |
| 20 | Da Capo: Summer Vacation | Northern  | 27 août 2004            |
| 21 | Suika AS+ | Northern  | 24 septembre 2004       |
| 22 | Homemaid | Fetish    | 8 octobre 2004          |
| 23 | Saishū Shiken Kujira | Circus    | 23 décembre 2004        |
| 24 | Sukumizu: Oyo ge na i | Fetish    | 26 août 2005            |
| 25 | Utau Ehon 4 5 6 Hi! Hi! | Circus    | 26 août 2005            |
| 26 | Saishū Shiken Kujira: Departures | Circus    | 23 décembre 2005        |
| 27 | AR Forgotten summer | Northern  | 24 février 2006         |
| 28 | Da Capo II | Northern  | 26 mai 2006             |
| 29 | My-HiME Unmei no Ketōju Shura | Metal     | 30 juin 2006            |
| 30 | Circus Disc: Christmas Days | Circus    | 22 décembre 2006        |
| 31 | Da Capo II: Spring Celebration | Northern  | 27 avril 2007           |
| 32 | Circus Land I: Doki! Heroine Ippai Hatsunejima Cosplay Miss Contest Matsuri Yoridori Midori de Suki na Ko Eran de Kisekae Ikusei Date Dayo Niisan | Circus    | 27 juillet 2007         |
| 33 | Eternal Fantasy | Northern  | 22 novembre 2007        |
| 34 | Da Capo Poker | Circus    | 29 février 2008         |
| 35 | Da Capo: After Seasons | Northern  | 27 juin 2008            |
| 36 | C.D.C.D.2 | Circus    | 25 juillet 2008         |
| 37 | Homemaid Sweets | Circus    | 29 août 2008            |
| 38 | Da Capo: Girls Symphony | Sanctuary | 26 septembre 2008       |
| 39 | Valkyrie Complex | Circus    | 29 mai 2009             |
| 40 | Da Capo II: To You | Circus    | 26 juin 2009            |
| 41 | Da Capo II: Fall in Love | Circus    | 18 décembre 2009        |
| 42 | RPG Gakuen | Circus    | 25 juin 2010            |
| 43 | uni. | Circus    | 28 octobre 2010         |
| 44 | Da Capo Dream X'mas | Circus    | 25 juin 2010            |
| 45 | Suika Niritsu | Circus    | 9 septembre 2011        |
| 52 | Da Capo III | Northern  | 27 avril 2012           |
| 53 | Da Capo 4 | Northern  | 31 mai 2019             |

## Voir également
- (en) Fiche VNDB de l'entreprise